# Farnace (Lucchini)
Farnace ist ein vielfach vertontes Libretto zu einer Opera seria in drei Akten von Antonio Maria Lucchini. Erstmals aufgeführt wurde es in der Vertonung von Leonardo Vinci am 8. Januar 1724 im Teatro Alibert in Rom.

## Handlung
Die Handlung spielt in Herakleia Pontike, der Hauptstadt der Könige von Pontos.

### „Argomento“
“Farnace fù uno de’ Figliouli di Mitridate Rè di Ponto, e successe come il Maggiore di età ne’ Regni paterni, da poi che l’armi Romane obbligarono quel Principe già sconfitto ad uccidersi con la propria sua spada.
 Insidiò Mitridate vivendo a Berenice Regina di Cappadocia, per l’avidità di occupare anche quel Dominio, e coll’occasione, che questa Principessa rimase vedova del suo Sposo Ariarate, non solamente le fece uccidere un Figliuolo, che di questo aveva avuto, mà le impedì, e frastornò le seconde Nozze con Nicomede Rè della Bitinia, di Lei invaghito.
 In tale stato di cose asprirando Farnace all’unica Figlia della sudetta Regina, e non potendolo conseguiere per l’ odio implacabile, ch’ essa Regina portava a Mitridate, la rapì, e la sposò ad onta della Madre, la quale in vedetta di tali affronti, e violenze si unì con l’armi Romane contro Farnace, e contro la Figlia medesima, che a maritarsi con Esso avea consentito; e ne procurò con ogni suo sforzo la totale ruina.”

„Farnace war einer der Söhne von Mitridate, dem König von Pontos, und folgte diesem als ältester auf den väterlichen Thron, nachdem die römischen Truppen diesen bereits besiegten Fürsten dazu gezwungen hatten, sich mit seinem eigenen Schwert zu töten.
 Mitridate bedrohte noch zu Lebzeiten Berenice, die Königin von Kappadokien, wegen seiner Gier, auch dieses Reich zu besetzen, und nutzte die Gelegenheit, als diese Fürstin die Witwe ihres Gatten Ariarate wurde, indem er nicht nur einen Sohn töten ließ, den sie von diesem hatte, sondern auch eine zweite Hochzeit mit Nicomede, dem König von Bithynien, der sie liebte, verhinderte.
 In dieser Situation begehrte Farnace die einzige Tochter dieser genannten Königin, die er aufgrund des unversöhnlichen Hasses, den diese Königin gegen Mitridate hegte, nicht erhalten konnte. Er entführte und heiratete sie gegen den Willen der Mutter. Diese verbündete sich angesichts dieser Beleidigungen und Gewalttaten mit den römischen Truppen gegen Farnace und gegen die eigene Tochter, die der Ehe mit ihm zugestimmt hatte, um mit all ihrer Macht seinen vollständigen Untergang zu bewirken.“

### Kurzfassung
Erster Akt. Berenice, die Königin von Kappadokien, hat sich aus Hass gegen ihren Schwiegersohn, den pontischen König Farnace, mit den von Pompeo geführten Römern verbündet. Farnace befiehlt seiner Frau Tamiri, sich selbst und den gemeinsamen Sohn zu töten, sofern sein letzter Versuch, das Schicksal zu wenden, scheitern sollte. Pompeos und Berenices Truppen erobern gemeinsam die Hauptstadt Herakleia und schlagen Farnaces Leute zurück. Dabei fällt dessen Schwester Selinda in die Hände der Feinde. Dieser gelingt es, sowohl Berenices Hauptmann Gilade als auch den römischen Präfekten Aquilio in sich verliebt zu machen und gegeneinander auszuspielen. Tamiri versteckt ihren Sohn im Mausoleum der pontischen Könige, statt ihn wie befohlen zu töten. Ihre eigene Mutter liefert sie an Pompeo aus, da sie sich weigert, ihren Mann zu verraten.
Zweiter Akt. Selinda hält ihre beiden Verehrer hin, damit sie sich umso eifriger um ihre Gunst bemühen. Tamiri verhindert Farnaces Selbstmord. Sie lässt ihn glauben, ihr gemeinsamer Sohn sei tot. Farnace trauert um ihn, obwohl er selbst den Befehl dazu gegeben hatte. Als Berenice das Mausoleum zerstören lassen will, bleibt Tamiri nichts anderes übrig, als das Kind wieder aus seinem Versteck zu holen und ihre Mutter um Mitgefühl anzuflehen. Berenice verstößt ihre Tochter jedoch und bringt den Jungen zu den Römern. Auch Farnace sagt sich nach Tamiris Lüge von ihr los. Selinda fordert Gilade auf, das Kind zu retten. Farnace dringt in den Palast ein, um Berenice und Pompeo eigenhändig zu töten. Er lehnt Selindas Vorschlag ab, das Attentat ihren Verehrern zu überlassen. Berenice fordert Pompeo auf, das Kind sofort zu töten. Selinda und Aquilio überzeugen ihn aber, dass sich eine solche Tat nicht mit der römischen Ehre verträgt. Aquilio verspricht Selinda, dass er für sie eine gefährliche Handlung ausführen werde.
Dritter Akt. Vor den Siegesfeiern der Römer verlangt Berenice erneut den Tod ihres Enkels und bietet Pompeo als Gegenleistung die Hälfte ihres Reichs. Tamiri überzeugt ihn aber durch ihre Unterwerfung und Mutterliebe, das Kind freizugeben. Sie kann auch Farnace wieder mit sich versöhnen. Selinda verlangt von Gilade, Berenice zu töten, und von Aquilio, Pompeo zu stürzen. Aquilio und Farnace kommen sich gegenseitig in die Quere, als sie Pompeo ermorden wollen. Farnace gibt vor, zu Berenices Garde zu gehören. Diese erkennt ihn jedoch und lässt ihn festnehmen. Trotz des Flehens ihrer Tochter und Pompeos Mahnungen verurteilt sie ihn zum Tode. Gilade und Selinda dringen mit ihren Leuten ein. Sie überwältigen die Wachen und befreien Farnace. Selinda will Berenice und Pompeo töten lassen. Farnace möchte Pompeo verschonen, aber Berenice eigenhändig töten. Diese bedroht Tamiri mit ihrem Dolch, und Pompeo nimmt das Kind als Geisel. Tamiri löst die Pattsituation mit einem allgemeinen Aufruf zum Frieden. Berenice erkennt Farnace als Schwiegersohn an. Pompeo verzichtet auf seine Eroberungen und setzt Farnace wieder als König ein. Gilade darf Selinda heiraten.
Die folgende Inhaltsangabe basiert auf dem Libretto der Erstfassung von 1724.

### Erster Akt
Ufer des Schwarzen Meeres mit dichtem Wald, der die ganze Bühne einnimmt
Szene 1. Der Wald wird gerodet und in ein offenes Feld umgewandelt. In der Ferne sieht man das Meer mit der sich nähernden Flotte Berenices, der Königin von Kappadokien. Die Truppen gehen an Land. Anschließend verlassen Berenice und ihr Hauptmann Gilade mit großem königlichen Gefolge ein prächtiges Schiff. Berenice hasst ihren Schwiegersohn Farnace so sehr, dass sie sich mit den Römern verbündet hat und ihn mit ihren Truppen endgültig vernichten will.
Szene 2. Pompeo und sein Präfekt Aquilio empfangen Berenice. Er will ihr seine besten Kämpfer zur Unterstützung schicken, um die Stadt einzunehmen. Gilade soll den Angriff führen (Arie Pompeo: „Regni, ed Imperi“).
Szene 3. Gilade fragt Berenice, warum sie Farnace so sehr hasst. Sie entgegnet, sein Vater Mitridate habe in der Schlacht ihren Gemahl Ariarate getötet und anschließend ihren eigenen Sohn ermordet. Wenn auch Farnace nicht selbst für diese Tat verantwortlich war, so habe er ihr doch ihre Tochter Tamiri geraubt (Arie Berenice: „Da quel ferro, che ha svenato“).
Atrium des königlichen Palasts in der Stadt
Szene 4. Farnace will trotz aller Rückschläge weiter gegen die Römer kämpfen – notfalls noch als Geist aus dem Grab heraus.
Szene 5. Das Flehen seiner Frau Tamiri bleibt erfolglos. Farnace gibt ihr einen Dolch und befiehlt ihr, sich und den gemeinsamen Sohn zu töten, falls er scheitern sollte (Arie Farnace: „Parli di Madre amante“).
Szene 6. Tamiri ist zwar bereit, ihr eigenes Leben aufzugeben, will ihren Sohn aber schonen (Arie Tamiri: „Combattono quest’alma“).
Ebene mit der Stadt Herakleia neben einem Hügel, zu dem eine Brücke führt; Teil eines Waldes, in dem sich Farnace mit seinen Soldaten versteckt hält
Szene 7. Pompeo, Gilade und Aquilio bestürmen die Stadt mit ihren Truppen (Pompeo/Gilade/Aquilio: „Su Campioni, su Guerrieri“). Die Belagerten machen einen Ausfall, um sie auf freiem Feld zu verteidigen, werden aber zurückgedrängt und überwältigt. Farnace kommt mit seinen Leuten aus dem Wald, um die Feinde von hinten anzugreifen. Sie müssen aber nach heftigem Kampf fliehen.
Szene 8. Aquilio hat Farnaces Schwester Selinda gefangen genommen und übergibt sie Gilade zur Bewachung.
Szene 9. Gilade verliebt sich auf den ersten Blick in Selinda (Arie Gilade: „Occhi: voi siete quelle“).
Szene 10. Selinda ist gerührt von Gilades Verhalten. Sie will sich aber nicht von Liebesgefühlen beeinflussen lassen (Arie Selinda: „Un caro, e dolce sguardo“).
Platanen-Allee mit Statuen; in deren Mitte eine große Pyramide, die zum Grab der Könige von Pontos bestimmt ist
Szene 11. Tamiri versteckt ihren Sohn in der Pyramide, um ihn zu retten. Dann zieht sie den Dolch, um sich selbst zu töten.
Szene 12. Berenice verhindert dies gerade noch rechtzeitig. Sie betrachtet ihre Tochter als Feindin und fordert Auskunft über den Verbleib Farnaces und seines Sohnes, den sie ebenso verabscheut.
Szene 13. Da Tamiri die Auskunft verweigert, übergibt Berenice sie Pompeo als Gefangene und Sklavin.
Szene 14. Pompeo fordert Tamiri auf, seinen Sieg anzuerkennen und ihren Sohn auszuliefern, damit er nicht später zu einem Feind Roms heranwachse. Tamiri macht sich über diese Feigheit der Sieger lustig (Arie Tamiri: „Forti Eroi, che de la Terra“).
Szene 15. Pompeo ist beeindruckt von Tamiris tugendhafter Haltung (Arie Pompeo: „Mi piace, e m’innamora“).
Loggien
Szene 15. Farnace befragt Selinda nach seiner Familie. Sie weiß nicht, wo sich Tamiri und ihr Sohn aufhalten, erzählt ihm aber, dass sowohl Aquilio als auch Gilade sich in sie verliebt hätten. Farnace fordert sie auf, dies für ihre eigenen Zwecke zu nutzen und die beiden gegeneinander auszuspielen (Arie Farnace: „Già per vaga, e vezzosa Beltà“).
Szene 16. Aquilio erklärt Selinda seine Liebe und bittet um die Gunst, für sie kämpfen zu dürfen (Arie Aquilio: „Bei labri, io penserò“).
Szene 17. Auch Gilade bietet Selinda sein Herz und seinen Degen an.
Szene 18. Berenice befiehlt Gilade, Selinda scharf zu bewachen, bis ihr Bruder gefasst ist.
Szene 20. Berenice glaubt, Herrscher könnten sich nur durch Strenge an der Macht halten (Arie Berenice: „Chi temea Giove Regnante“).

### Zweiter Akt
Königliche Gemächer
Szene 1. Aquilio und Gilade kämpfen mit den Degen um das Vorrecht, sich um Selinda zu bemühen. Pompeo unterbricht sie und erinnert Aquilio daran, dass Selinda ihre Feindin und Gefangene sei (Arie Pompeo: „Segui Marte, e resisti ad Amore“).
Szene 2. Aquilio und Gilade beschließen, ihren Konflikt beizulegen und Selinda selbst die Wahl zu überlassen.
Szene 3. Gilade und Aquilio fordern Selinda auf, sich für einen von ihnen zu entscheiden. Sie erklärt, dass sie ihre Liebesbemühungen nicht überzeugt haben, und weist beide ab (Arie Selinda: „Lascia di sospirar“).
Szene 4. Gilade und Aquilio lassen sich davon nicht abschrecken. Sie wollen später noch einmal ihr Glück versuchen (Arie Aquilio: „Talor due pupillette“).
Szene 5. Berenice teilt Gilade mit, dass Selinda das erste Opfer ihrer Rache werden soll. Als er für sie um Gnade bittet, ermahnt Berenice ihn, dass die Liebe keinen Platz im Herzen eines Kriegers habe (Arie Berenice: „Colei, che t’invaghì“).
Szene 6. Gilade will auf keinen Fall gegen seine Geliebte vorgehen (Arie Gilade: „Anche a Giove io farò guerra“).
Andere Sicht auf die Pyramide, die zum Grab der Könige von Pontos bestimmt ist
Szene 7. Nach seiner Niederlage will sich Farnace selbst töten.
Szene 8. Da erscheint Tamiri. Farnace wirft ihr vor, seinen Befehl nicht befolgt zu haben, da sie noch immer lebe. Tamiri entgegnet, dass sie den Sohn im Mausoleum bestattet habe. Da brechen plötzlich väterliche Gefühle in Farnace aus, und er gibt seiner tiefen Trauer Ausdruck (Arie Farnace: „Perdona, o Figlio amato“).
Szene 9. Farnace versteckt sich, als Berenice mit ihren Soldaten kommt, um das Mausoleum dem Erdboden gleichzumachen. In ihrer Verzweiflung holt Tamiri das Kind aus dem Grabmal, stellt es seiner Großmutter vor und bittet diese um Gnade. Sie zeigt jedoch keinerlei Freundlichkeit für ihren Enkel, sondern sagt sich von ihrer Tochter los und führt das Kind fort.
Szene 10. Nachdem Farnace dies beobachtet hat, verstößt auch er Tamiri wutentbrannt.
Szene 11. Verzweifelt fleht Tamiri die Götter um Mitleid an (Arie Tamiri: „Dividete, o giusti Dei“).
Galerie
Szene 12. Selinda fordert Gilade auf, als Beweis seiner Liebe ihren Neffen zu retten. Gilade ist bereit dazu (Arie Gilade: „Da che Volgesti a me“).
Szene 13. Farnace ist heimlich in den Palast eingedrungen, um Berenice und Pompeo zu töten, und trifft hier auf seine Schwester. Sie rät ihm von diesem gefährlichen Vorhaben ab und teilt ihm mit, dass sich die Reste seines Heeres bereits sammeln und auf ihn warten. Sie selbst werde mit Gilades und Aquilios Hilfe seinen Plan ausführen. Farnace weist dieses Angebot zurück. Er kann seinen Rachedurst kaum zügeln (Arie Farnace: „Spogli pur l’ingiusta Roma“).
Szene 14. Berenice bringt den Knaben zu Pompeo und fordert diesen auf, ihn zu töten. Selinda bittet Pompeo um Gnade für das unschuldige Kind, und auch Aquilio weist darauf hin, dass der römische Adler keine Tauben reiße. Pompeo gibt es in Aquilios Obhut. Der Senat in Rom soll über sein Schicksal entscheiden (Arie Pompeo: „Bella, consolati“).
Szene 15. Selinda und Aquilio verstehen nicht, warum Berenice so unerbittlich gegen ihren eigenen Enkel vorgeht. Sie beharrt weiterhin auf ihrem Wunsch nach Rache (Arie Berenice: „Tigre irate, che due prede“).
Szene 16. Selinda lässt sich von Aquilio noch einmal versichern, dass er für sie kämpfen und dabei ein großes Risiko eingehen wird (Arie Aquilio: „Con voi, vezzosi rai“).
Szene 17. Tamiri schüttet Selinda ihr Herz aus. Selinda versichert ihr, dass alles wieder gut wird.
Szene 18. Farnace macht Tamiri erneut Vorwürfe, seinen Befehl nicht befolgt zu haben. Es gelingt ihr aber, ihn von der Richtigkeit ihres Handelns und ihrer Liebe zu ihm und dem Kind zu überzeugen (Arie Tamiri: „Forse, o Caro, in questi accenti“).
Szene 19. Farnace hofft, dass sich das Schicksal noch einmal zu ihren Gunsten wenden werde (Arie Farnace: „S’arma il Cielo di tuoni, e di lampi“).

### Dritter Akt
Platz von Herakleia mit Trophäen und anderen Siegeszeichen
Szene 1. Pompeo, Berenice, Gilade und Aquilio versammeln ihre Truppen für die Siegesfeierlichkeiten. Da Farnace noch immer nicht gefunden wurde, verlangt Berenice von Pompeo zumindest den Tod seines Sohnes. Dafür will sie ihm die Hälfte ihres Königreichs überlassen (Arie Berenice: „Che giova al mio dolor“).
Szene 2. Tamiri lässt Pompeo wertvolle Geschenke überreichen. Sie bittet ihn darum, ihr ihren Sohn zurückzugeben, und bietet ihm ebenfalls ein halbes Reich. Pompeo zeigt sich großherzig. Er akzeptiert ihre Ehrerbietung, weist aber die Geschenke zurück und befiehlt, das Kind freizulassen.
Szene 3. Nachdem ihr Sohn gerettet ist, gewinnt Tamiri auch wieder Hoffnung für ihren Mann (Arie Tamiri: „Numi: se in Cielo ancor“).
Königliche Gärten
Szene 4. Selinda überredet Gilade, Berenice zu töten (Arie Gilade: „Chi riprende il mio delitto“).
Szene 5. Selinda fordert Aquilio auf, Pompeo zu stürzen und einen anderen König seiner eigenen Wahl einzusetzen (Arie Selinda: „Ti vantasti mio Guerriero“).
Szene 6. Aquilio nimmt seinen Mut zusammen und beschließt, Pompeo zu ermorden.
Szene 7. Pompeo nähert sich ahnungslos (Arie Pompeo: „Senza Rugiade“). Bevor Aquilio zuschlagen kann, erscheint Farnace mit derselben Absicht. Beide geraten in Verwirrung und reden sich damit heraus, Pompeo vor einer Schlange verteidigen zu wollen. Pompeo erkennt Farnace nicht. Der behauptet, er sei ein Mitglied von Berenices Garde. Pompeo will sich das von ihr bestätigen lassen.
Szene 8. Berenice lässt Farnaces Tarnung auffliegen und befiehlt, ihn festzunehmen.
Szene 9. Als die Wache Farnace ergreifen will, tritt Tamiri dazwischen und fordert ihn auf, seine Waffe niederzulegen (Quartett Tamiri/Pompeo/Berenice/Farnace: „Io crudel? Giusto rigore“).
Szene 10. Aquilio gerät in einen heftigen Gewissenskonflikt (Arie Aquilio: „Rendimi la mia pace“).
Vornehmes Zimmer mit Baldachin
Szene 11. Berenice lässt den gefesselten Farnace vorführen, um über ihn zu richten. Das Urteil steht selbstverständlich bereits fest.
Szene 12. Tamiri bittet ihre Mutter unter Tränen um Gnade für ihren Gatten. Sie lässt sich jedoch nicht erweichen und befiehlt seine Hinrichtung (Arie Berenice: „Non trova mai riposo“).
Szene 13. Farnace verabschiedet sich unter Tränen von seiner Frau, die ihr weiteres Leben wohl als Sklavin verbringen muss (Arie Farnace: „Cara destra: io bacio in te“).
Szene 14. Tamiri ist verzweifelt (Arie Tamiri: „Sbigottisce il Pastorello“).
Königlicher Pavillon von Berenice; gegenüber ein einzelner großer Baum
Szene 15. Farnace wird an den Baum gefesselt, und Berenice befiehlt ihren Bogenschützen seine Hinrichtung.
Szene 16. Pompeo mahnt Berenice, nichts zu überstürzen. Farnace solle besser in längerer Haft gehalten werden.
Szene 17. Gilade und Selinda treffen mit ihren bewaffneten Leuten ein, schlagen Berenices Wachen in die Flucht und befreien Farnace. Selinda fordert sie auf, Berenice und Pompeo zu töten. Farnace bittet darum, Pompeo zu verschonen und allein Berenice zu strafen, die er persönlich töten will.
Szene 18 „ultima“. In diesem Moment erscheint Tamiri mit ihrem Sohn und fleht Farnace um Gnade für ihre Mutter an. Es sei an der Zeit, den Frieden wiederherzustellen. Berenice aber ergreift Tamiri und bedroht sie mit dem Dolch, um Farnace unter Druck zu setzen. Pompeo ergreift seinerseits den Knaben. In dieser Pattsituation greift Pompeo Tamiris Ruf nach Frieden auf. Alle werfen nacheinander ihre Waffen fort. Berenice ist endlich bereit, Farnace als Schwiegersohn anzuerkennen, und Pompeo verzichtet zu seinen Gunsten auf die Eroberungen. Beide vergeben Gilade, der Selinda zur Frau erhält. Alle feiern den Frieden (Tutti: „Vieni, o bella e cara Pace“).
La Pace in Machina. Die Allegorie des Friedens preist ihre Vorzüge (Arie: „Viva, e regni l’Innocenza“).

## Werkgeschichte
Antonio Maria Lucchinis Libretto handelt sehr frei von dem pontischen König Pharnakes II. Der hier verwendete Name von dessen Frau Tamiri ist von dem der Massageten- oder Skythenkönigin Tomyris abgeleitet.:393 Fast der gesamte Handlungsverlauf ist der Oper La pace generosa entnommen, die 1700 mit einem Libretto von Francesco Silvani und Musik von Marc’Antonio Ziani im venezianischen Teatro San Salvatore gespielt worden war, dort allerdings um den Cheruskerfürsten Arminius angesiedelt. Lucchini verlagerte den Schwerpunkt auf die „zärtlichen“ Gefühle innerhalb der Familie des Titelhelden und betonte die Zivilisiertheit der Römer im Vergleich mit den primitiveren Rachegelüsten der Völker im Grenzgebiet.:399 Die Struktur der Vorlage blieb im Wesentlichen erhalten, und Lucchini übernahm sogar einige Abschnitte der Dialoge fast wörtlich.:26 Kurt Sven Markstrom wies darauf hin, dass das Libretto selbst für die Verhältnisse des 18. Jahrhunderts überaus komplex ist. Besonders im Finale habe Lucchini eine Reihe unzusammenhängender Geschehnisse vermengt, um einen bizarren Höhepunkt zu erhalten: ein auf komische Weise fehlschlagendes Attentat, ein geheimes Militärtribunal, ein Erschießungskommando mit Bogenschützen, einen Staatsstreich, eine doppelte Geiselnahme, einen doppelten Gesinnungswechsel in letzter Minute und einen unnötigen Deus ex machina. Pompeo vergisst hier sogar seine römischen Tugenden, indem er das Kind bedroht. Die Nebenhandlung um Selinda und ihre beiden Verehrer Gilade und Aquilio erinnert durch ihren mezzo carattere an die komischen Szenen in den venezianischen Opern des vorangegangenen Jahrhunderts.:69
Es handelt sich nicht um das erste Libretto über diesen Stoff. Bereits am 19. November 1703 wurde im Teatro Sant’Angelo in Venedig Antonio Caldaras gleichnamige Oper mit einem Libretto von Lorenzo Morari aufgeführt. Denselben Text vertonte anschließend auch Giovanni Bononcini. Diese Fassung hatte am 27. November 1723 im King’s Theatre in London Premiere. Ein weiteres Libretto dieses Namens stammt von Domenico Lalli. Es wurde um den 11. Januar 1718 im venezianischen Teatro San Cassiano mit Musik von Carlo Francesco Pollarolo gezeigt. Die Herkunft des Librettos von Leonardo Leos Farnace, der ab dem 19. Dezember 1736 im Teatro San Bartolomeo in Neapel gespielt wurde, scheint nicht vollständig geklärt. Möglicherweise basiert es auf Lallis Fassung.

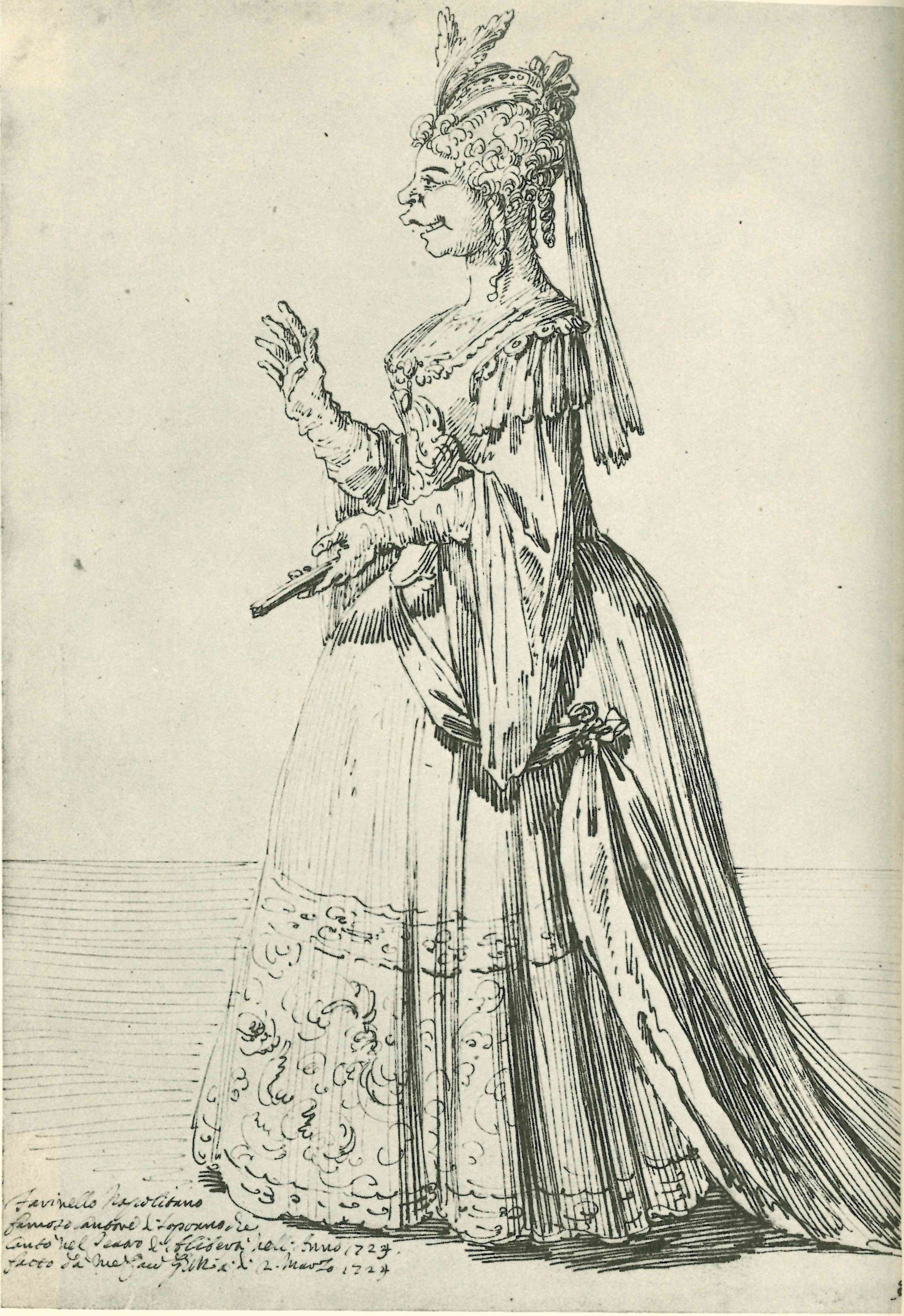
Pier Leone Ghezzi: Karikatur von Carlo Broschi (Farinelli) als Berenice in Vincis Oper, Rom 1724

Lucchinis Text hat mit diesen Werken nichts zu tun. Er schrieb ihn konkret für eine Vertonung des neapolitanischen Komponisten Leonardo Vinci.:68 Es handelte sich um dessen erste Oper, die außerhalb Neapels produziert wurde. Die Uraufführung fand mit Erfolg am 8. Januar 1824 im Teatro Alibert in Rom statt, für das Vinci anschließend noch mehrere weitere erfolgreiche Opern komponierte. Aufgrund eines Dekrets von Papst Sixtus V. aus dem Jahr 1588, das Frauen Bühnenauftritte im Kirchenstaat untersagte, wurden alle Rollen mit Männern besetzt. Im Falle des Farnace sangen neben einem einzigen Tenor insgesamt sieben Kastraten, drei von ihnen in Frauenrollen. Die Besetzung bestand aus Domenico Gizzi (Farnace), Filippo Finazzi (Tamiri), Domenico Rumi (Selinda), Carlo Broschi „Farinelli“ (Berenice), Luca Mengoni (Gilade), Domenico Federici (Pompeo) und Raffaeli Baldi (Aquilio). Die Partie des „Friedens“ im Epilog sang Giuliano Felli. Die Choreografie stammte von Sebastiano Scio. Die Kampfszenen wurden von Giuseppe Ciocchetti einstudiert. Diese Produktion war Farinellis letzter Auftritt in einer Travestie-Rolle.:60f Die Musik des als Intermezzo gespielten Balletts ist nicht erhalten. Sie wurde üblicherweise vom Ballettmeister bereitgestellt und stammte größtenteils aus französischen Quellen.:66ff Da die zweite Oper der Spielzeit (Luca Antonio Predieris Scipione) scheiterte, wurde an ihrer Stelle der Farnace mit sechs zusätzlichen Arien erneut ins Programm genommen.:77
Das Teatro della Pergola in Florenz spielte in der Karnevalspielzeit 1726 (Premiere am 26. Dezember 1725) eine Pasticcio-Fassung dieses Librettos, die im Wesentlichen auf Vincis Vertonung basierte, aber auch zwei Arien von Antonio Vivaldi enthielt.:306 Sie wurde aufgrund großer Nachfrage 1733 erneut am selben Theater gezeigt.:79
Im folgenden Jahr vertonte Vivaldi das Libretto selbst für eine Produktion im venezianischen Teatro Sant’Angelo, wo die Premiere am 10. Februar 1727 stattfand und ebenfalls sehr erfolgreich war (→ Farnace (Vivaldi)). Nach einer Wiederaufnahme im Herbst desselben Jahres folgten Produktionen überarbeiteter Fassungen in Prag (1730), Pavia (1731), Mantua (1732) und Treviso (1737). Eine letzte für Ferrara 1738 geplante Produktion wurde abgesagt.
Am 17. Januar 1728 wurde im Teatro Regio Ducale in Mailand eine Fassung von Giuseppe Maria Orlandini gespielt.
Für eine Aufführung am 28. August 1729 anlässlich des Geburtstags der Kaiserin Elisabeth im Teatro San Bartolomeo in Venedig vertonte Vinci eine überarbeitete und gekürzte Fassung des Librettos neu. Diese Oper hatte nur noch 24 anstelle der ursprünglichen 39 Arien. Von den verbliebenen behielten nur vier den originalen Text Lucchinis. Ungefähr die Hälfte der Arien sind in zwei Sammlungen erhalten, darunter auch zwei mit dem Originaltext. Keine dieser Arien hat irgendeine Ähnlichkeit mit den Arien von 1724. Somit ist davon auszugehen, dass es sich um eine vollständig neue Oper handelte und nicht um eine Überarbeitung der ersten Vertonung.:274f
Bis 1782 wurde das Libretto noch viele weitere Male vertont. Die Fassung von Tommaso Traetta von 1751 war dessen erster Kompositionsauftrag für das Teatro San Carlo in Neapel. Die letzte Vertonung stammt von Franz Xaver Sterkel. Es ist dessen einzige Oper, entstand im Auftrag der Königin Maria Karolina von Österreich ebenfalls für das Teatro San Carlo und wurde dort einer aufwendigen Produktion mit Balletten am 12. Januar 1782 uraufgeführt.

## Vertonungen
Folgende Komponisten vertonten dieses Libretto:
| Komponist                            | Uraufführung                                      | Aufführungsort | Anmerkungen |  |
| ------------------------------------ | ------------------------------------------------- | -------------- | --- |  |
| Leonardo Vinci                       | 8. Januar 1724, Teatro Alibert                    | Rom            | erste Vertonung |  |
| Anonym (Pasticcio)                   | 26. Dezember 1725, Teatro della Pergola:79        | Florenz        | Musik von Leonardo Vinci und Antonio Vivaldi; Wiederaufnahme Karneval 1733 |  |
| Antonio Vivaldi → Farnace (Vivaldi)  | 10. Februar 1727, Teatro Sant’Angelo              | Venedig        | Wiederaufnahme am 10. Dezember 1727; weitere Fassungen 1730 in Prag, 1731 in Pavia, 1732 in Mantua, 1737 in Treviso; geplant auch 1738 in Ferrara |  |
| Giuseppe Maria Orlandini             | 17. Januar 1728, Teatro Regio Ducale              | Mailand        | als Berenice |  |
| Antonio Cortona                      | Karneval 1729, Theater                            | Brüssel        | |  |
| Anonym                               | Karneval 1729, Teatro San Sebastiano:421          | Livorno        | als La Berenice; Bearbeitung von Vincis erster Vertonung |  |
| Leonardo Vinci                       | 28. August 1729, Teatro San Bartolomeo:274–277    | Neapel         | zweite Vertonung; Libretto stark überarbeitet und gekürzt |  |
| Giovanni Porta                       | Frühjahr 1731, Teatro Malvezzi                    | Bologna        | auch Karneval 1740 im Teatro di S.A.S.E. di Baviera in München |  |
| Anonym                               | 1735, Accademia alla Piazza della Trinità         | Lissabon       | |  |
| Anonym                               | Frühjahr 1737, Theater am Tummelplatz             | Graz           | |  |
| Anonym                               | November 1737, Teatro Privilegiato                | Wien           | |  |
| Giuseppe Antonio Paganelli           | Sommermesse 1738, Opernhaus am Hagenmarkt         | Braunschweig   | Wiederaufnahme zur Wintermesse 1739 |  |
| Francesco Corselli                   | 4. November 1739, Teatro del Buen Retiro          | Madrid         | |  |
| Rinaldo di Capua                     | 21. November 1739, Teatro San Giovanni Grisostomo | Venedig        | Libretto bearbeitet von Carlo Goldoni |  |
| Giuseppe Arena und Giuseppe Sellitto | 23. Januar 1742, Teatro Capranica                 | Rom            | erster und zweiter Akt von Arena, dritter Akt von Sellitto |  |
| Anonym (Pasticcio)                   | 1744, Privilegiato Teatro                         | Wien           | |  |
| Anonym                               | 1747, Oper am Gänsemarkt                          | Hamburg        | als Farnace, re di Ponto |  |
| Paolo Scalabrini                     | 18. Dezember 1747, Schloss Charlottenborg         | Kopenhagen     | als Pharnaces, König in Ponto; deutsche Übersetzung von Thomas Clitau; Aufführung der Operntruppe von Pietro Mingotti |  |
| Giovanni Battista Pescetti           | 10. Januar 1749, Teatro della Pergola             | Florenz        | |  |
| Davide Perez                         | 26. Dezember 1750, Teatro Regio di Torino         | Turin          | Libretto bearbeitet von Apostolo Zeno; am 5. Januar 1752 im Teatro Argentina in Rom; Januar 1753 in Messina; 1754 in Barcelona; Herbst 1754 in Terni; Karneval 1757 in Macerata; am 8. Mai 1757 überarbeitet im Teatro San Carlo in Neapel; Karneval 1759 im Teatro Ducale in Parma; am 21. April 1759 im King’s Theatre am Haymarket in London; Karneval 1760 im Teatro del Leone in Assisi; Karneval 1763 im Teatro dell’Aquila in Foligno |  |
| Tommaso Traetta                      | 4. November 1751, Teatro San Carlo                | Neapel         | |  |
| Ignazio Fiorillo                     | Sommermesse 1754, Opernhaus am Hagenmarkt         | Braunschweig   | |  |
| Anonym (Pasticcio)                   | 1756, Theater                                     | Dublin         | in englischer Sprache als Pharnaces, or The revenge of Athridates, Übersetzung: Thomas Hull; Musik zusammengestellt von Giusto Ferdinando Tenducci; 1765 Wiederaufnahme im Theatre in Smock-Alley; 1769 im Theatre-Royal in Edinburgh; 1783 erneut im Theatre in Smock-Alley |  |
| Pietro Alessandro Guglielmi          | 4. Februar 1765, Teatro Argentina                 | Rom            | auch im Winter 1765 im Teatro di Santa Cecilia in Palermo |  |
| Josef Mysliveček                     | 4. November 1767, Teatro San Carlo                | Neapel         | auch Winter 1768 im königlichen Theater in Prag |  |
| Carlo Franchi                        | 15. Februar 1772, Teatro delle Dame               | Rom            | auch Karneval 1774 im Teatro di Palazzo Spada in Cesena |  |
| Giuseppe Sarti                       | Himmelfahrt 1776, Teatro San Samuele              | Venedig        | Karneval 1777 im Teatro Filarmonico di Verona; am 25. Januar 1777 im Teatro di Corte in Modena; Frühjahr 1777 im Teatro Zagnoni in Bologna; am 26. Dezember 1777 überarbeitet als Farnace, re di Ponto im Teatro della Pergola in Florenz |  |
| Pietro Persichini                    | Herbst 1777, Teatro della Pallacorda di Firenze   | Rom            | |  |
| Franz Xaver Sterkel                  | 12. Januar 1782, Teatro San Carlo                 | Neapel         | |  |

## Digitalisate
1. ↑  Leonardo Vinci: Farnace. Libretto (italienisch), Rom 1724. Digitalisat im Museo internazionale e biblioteca della musica di Bologna.
2. ↑  Anonym (Pasticcio): Farnace. Libretto (italienisch), Florenz 1725. Digitalisat bei Google Books.
3. ↑  Antonio Vivaldi: Farnace. Libretto (italienisch), Venedig 1726. Digitalisat der Library of Congress.
4. ↑  Farnace, RV 711 (Vivaldi, Antonio): Noten und Audiodateien im International Music Score Library Project.
5. ↑  Giuseppe Maria Orlandini: Berenice. Libretto (italienisch), Mailand 1728. Digitalisat bei Google Books.
6. ↑  Giovanni Porta: Farnace. Libretto (italienisch), Bologna 1731. Digitalisat im Internet Archive.
7. ↑  Farnace (Porta, Giovanni): Noten und Audiodateien im International Music Score Library Project.
8. ↑  Anonym: Farnace. Libretto (italienisch/deutsch), Wien 1737. Digitalisat der Württembergischen Landesbibliothek.
9. ↑  Giuseppe Antonio Paganelli: Farnace. Libretto (italienisch), Braunschweig 1738. Digitalisat der Universitätsbibliothek Erlangen-Nürnberg.
10. ↑  Rinaldo di Capua: Farnace. Libretto (italienisch), Venedig 1739. Digitalisat der Library of Congress.
11. ↑  Giuseppe Arena, Giuseppe Sellitto: Farnace. Libretto (italienisch), Rom 1742. Digitalisat im Internet Archive.
12. ↑  Anonym (Pasticcio): Farnace. Libretto (italienisch), Wien 1744. Digitalisat bei Google Books.
13. ↑  Anonym: Farnace, re di Ponto. Libretto (italienisch), Hamburg 1747. Digitalisat der Staatsbibliothek zu Berlin.
14. ↑  Giovanni Battista Pescetti: Farnace. Libretto (italienisch), Florenz 1749. Digitalisat der Library of Congress.
15. ↑  Davide Perez: Farnace. Libretto (italienisch), Turin 1751. Digitalisat der Library of Congress.
16. ↑  Farnace (Perez, Davide): Noten und Audiodateien im International Music Score Library Project.
17. ↑  Tommaso Traetta: Farnace. Libretto (italienisch), Neapel 1751. Digitalisat im Museo internazionale e biblioteca della musica di Bologna.
18. ↑  Ignazio Fiorillo: Farnace. Libretto (italienisch), Braunschweig 1754. Digitalisat der Library of Congress.
19. ↑  Anonym (Pasticcio): Pharnaces, or The revenge of Athridates. Libretto (englisch), Dublin 1765. Digitalisat bei ECCO (Eighteenth Century Collections Online, über deutsche Nationallizenz einsehbar).
20. ↑  Pietro Alessandro Guglielmi: Farnace. Libretto (italienisch), Rom 1765. Digitalisat im Museo internazionale e biblioteca della musica di Bologna.
21. ↑  Josef Mysliveček: Neapel 1767 Farnace. Libretto (italienisch), Neapel 1767. Digitalisat im Museo internazionale e biblioteca della musica di Bologna.
22. ↑  Josef Mysliveček: Farnace. Libretto (italienisch/deutsch), Prag 1768. Digitalisat bei Google Books.
23. ↑  Farnace, ED.10:D5 (Mysliveček, Josef): Noten und Audiodateien im International Music Score Library Project.
24. ↑  Carlo Franchi: Farnace. Libretto (italienisch), Rom 1772. Digitalisat im Museo internazionale e biblioteca della musica di Bologna.
25. ↑  Farnace (Franchi, Carlo): Noten und Audiodateien im International Music Score Library Project.
26. ↑  Giuseppe Sarti: Farnace. Libretto (italienisch), Venedig 1776. Digitalisat der Library of Congress.
27. ↑  Pietro Persichini: Farnace. Libretto (italienisch), Rom 1777. Digitalisat im Museo internazionale e biblioteca della musica di Bologna.
28. ↑  Franz Xaver Sterkel: Il Farnace. Libretto (italienisch), Neapel 1782. Digitalisat im Museo internazionale e biblioteca della musica di Bologna.
29. ↑  Farnace, StWV 1 (Sterkel, Johann Franz Xaver): Noten und Audiodateien im International Music Score Library Project.